# Eyvan (Verwaltungsbezirk)
Eyvan (persisch شهرستان ایوان) ist ein Schahrestan in der Provinz Ilam im Iran. Er enthält die Stadt Eyvan, welche die Hauptstadt des Verwaltungsbezirks ist. Die Bevölkerung besteht  aus Kurden. 

## Kreise
- Zentral (بخش مرکزی)
- Zarneh (بخش زرنه)

## Demografie
Bei der Volkszählung 2016 betrug die Einwohnerzahl des Schahrestan 49.491. Die Alphabetisierung lag bei 82 Prozent der Bevölkerung. Knapp 69 Prozent der Bevölkerung lebten in urbanen Regionen.
| Zensusjahr | Einwohnerzahl |
| ---------- | ------------- |
| 2011       | 48.833        |
| 2016       | 49.491        |